# 6mm XC
6mm XC あるいは単に 6 XC とは、"ワイルドキャット"のライフル実包である。6×47mmスイス・マッチと類似している。

## 歴史
6mm XC は当初、11回 NRA ハイ・パワー・ナショナル・チャンピオンとなった David Tubb によって NRA の ハイ・パワー競技射撃用に開発されたものであった。リピーティング・ライフル用に設計された世界で最も精度の良い長距離用6mm口径装弾として宣伝されていた。
元々はこのワイルドキャット用の薬きょうは.22-250から成形する必要があったが現在は市販品を利用できる。

## 性能
6XC は1,000ヤード用の実包であり、6×47mmスイス・マッチ、6.5×47mmラプア、6 mm/22-250といったベンチレスト用の実包に匹敵し、6mm BR、6mm BRX、6mmダッシャーといったベンチレスト用口径の速度を上回る実包の仲間である。6 XC は NRA ハイ・パワー・ナショナル・チャンピオンシップで数回、NRA ロング・レンジ選手権の種目 (1000ヤード種目) で多数回の勝利を収めている。

### 銃口初速
- 7.45 g (115 gr) Hollow Point Boat Tail (HPBT): 3,000 ft/s (910 m/s)